# Французская шкала

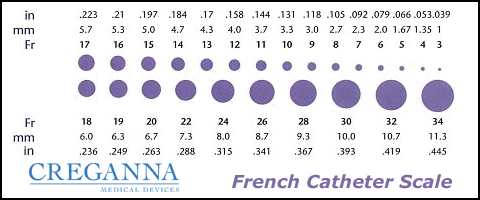
Французская шкала диаметра катетеров

Французская шкала диаметра катетеров, или Шкала Шаррьера (обозначается F или Fr), — шкала для измерения наружного диаметра цилиндрических медицинских инструментов включая катетеры. Во французской шкале диаметр в миллиметрах определяется делением числа на 3, таким образом увеличение числа во французской шкале соответствует большему диаметру катетера. Это можно представить с помощью следующего уравнения:
D (мм) = Fr / 3,
или
Fr = D (мм) * 3
Например, если по французской шкале размер равен 9 Fr, то диаметр 3 мм. Заметьте: размер по французской шкале равен диаметру в миллиметрах умноженному на 3, а не на число пи, как иногда думают.
Одна единица шкалы соответствует примерно 0,33 мм диаметра.
Французскую шкалу предложил в XIX веке Жозеф Фредерик Бенуа Шаррьер (1803—1876), парижский производитель медицинских инструментов, именно он определил отношение «диаметр умножить на 3». В некоторых странах (особенно франкоговорящих) эта единица обозначается как Шарьер и обозначается Ch (от фамилии Charrière).

## Таблица соответствия размеров
| Френч (Fr) Шаррьер (Ch) | Диаметр (мм) | Диаметр (дюймы) |
| ----------------------- | ------------ | --------------- |
| 3                       | 1            | 0,039           |
| 4                       | 1,33         | 0,053           |
| 5                       | 1,67         | 0,066           |
| 6                       | 2            | 0,079           |
| 7                       | 2,3          | 0,092           |
| 8                       | 2,7          | 0,105           |
| 9                       | 3            | 0,118           |
| 10                      | 3,3          | 0,131           |
| 11                      | 3,7          | 0,144           |
| 12                      | 4            | 0,158           |
| 13                      | 4,3          | 0,170           |
| 14                      | 4,7          | 0,184           |
| 15                      | 5            | 0,197           |
| 16                      | 5,3          | 0,210           |
| 17                      | 5,7          | 0,223           |
| 18                      | 6            | 0,236           |
| 19                      | 6,3          | 0,249           |
| 20                      | 6,7          | 0,263           |
| 22                      | 7,3          | 0,288           |
| 24                      | 8            | 0,315           |
| 26                      | 8,7          | 0,341           |
| 28                      | 9,3          | 0,367           |
| 30                      | 10           | 0,393           |
| 32                      | 10,7         | 0,419           |
| 34                      | 11,3         | 0,445           |